# Брузапорто
Брузапорто (італ. Brusaporto) — муніципалітет в Італії, у регіоні Ломбардія, провінція Бергамо.
Брузапорто розташоване на відстані близько 480 км на північний захід від Рима, 55 км на північний схід від Мілана, 9 км на південний схід від Бергамо.
Населення — 5562 особи (2014).
Щорічний фестиваль відбувається 26 серпня. Покровитель — S.Margherita.

## Демографія
Населення за роками:

Станом на 1 січня 2023 року в муніципалітеті офіційно проживало 216 іноземців з 33 країн, серед них 60 громадян країн Євросоюзу та 8 громадян України.

## Сусідні муніципалітети
- Альбано-Сант'Алессандро
- Баньятіка
- Серіате